# Segundo Castillo
Segundo Alejandro Castillo Nazareno (* 15. Mai 1982 in San Lorenzo, Provinz Esmeraldas) ist ein ehemaliger ecuadorianischer Fußballspieler und heutiger -trainer.

## Vereinsfußball
Castillo begann seine Erstligakarriere bei CD Espoli, dem Verein der nationalen Polizeischule Ecuadors. Hier gab er im Jahr 2000 sein Erstligadebüt und wurde bereits im zweiten Jahr mit 19 Jahren Stammspieler im Mittelfeld. Nachdem er 2002 auch noch 9 Tore erzielt hatte, verpflichtete ihn der Spitzenverein CD El Nacional aus Quito für die Saison 2003. 2005 gewann er dort die Clausura-Meisterschaft (2005 gab es in Ecuador je einen Meistertitel pro Saisonhälfte). Ende August 2006 wechselte er zu Roter Stern Belgrad nach Serbien. Zur Saison 2008/09 wurde er für ein Jahr in die Premier League zum FC Everton verliehen. Nachdem er dort zunächst in der Anfangsformation gestanden hatte, fand er nach einem Wechsel des Spielsystems immer seltener Berücksichtigung in der Startelf und im Kader.
Am 31. August 2009 kehrte Castillo in die höchste englische Spielklasse zurück, um dort – an der Seite seines ehemaligen Belgrader Mannschaftskameraden Nenad Milijaš – beim Aufsteiger Wolverhampton Wanderers eine weitere Saison auf Leihbasis zu absolvieren. Im Sommer 2010 ging er zurück in sein Heimatland zu Deportivo Quito.
Zur Saison 2011/12 wechselte er nach Mexiko zu CF Pachuca. Im Januar 2013 ging es für ihn weiter zum Puebla FC. Nach kurzer Zeit in Saudi-Arabien ging es bis zum Karriereende Anfang 2021 wieder zurück nach Ecuador.

## Nationalmannschaft
Segundo Castillo, der auch schon in der U20-Auswahl seines Landes gespielt hat, verdiente sich durch die überzeugende Saisonleistung die Berufung in die ecuadorianische Fußballnationalmannschaft. Am 17. August 2005 spielte er zum ersten Mal und galt auch in den Vorbereitungsspielen zur Fußball-Weltmeisterschaft 2006 in Deutschland als einer der besten Spieler des Teams. Deshalb wurde er nicht nur für das WM-Aufgebot Ecuadors nominiert, sondern stand dort sogar in der ersten Elf. Er nahm auch am Turnier um die Copa América 2007 teil.

## Trainerkarriere
Im Oktober 2024 übernahm Castillo das Cheftraineramt bei Barcelona SC.

## Titel/Erfolge
- Ecuadorianischer Meister: 2005 – Clausura
- Serbischer Meister: 2007
- Serbischer Pokalsieger: 2007